# ローザンヌ大学

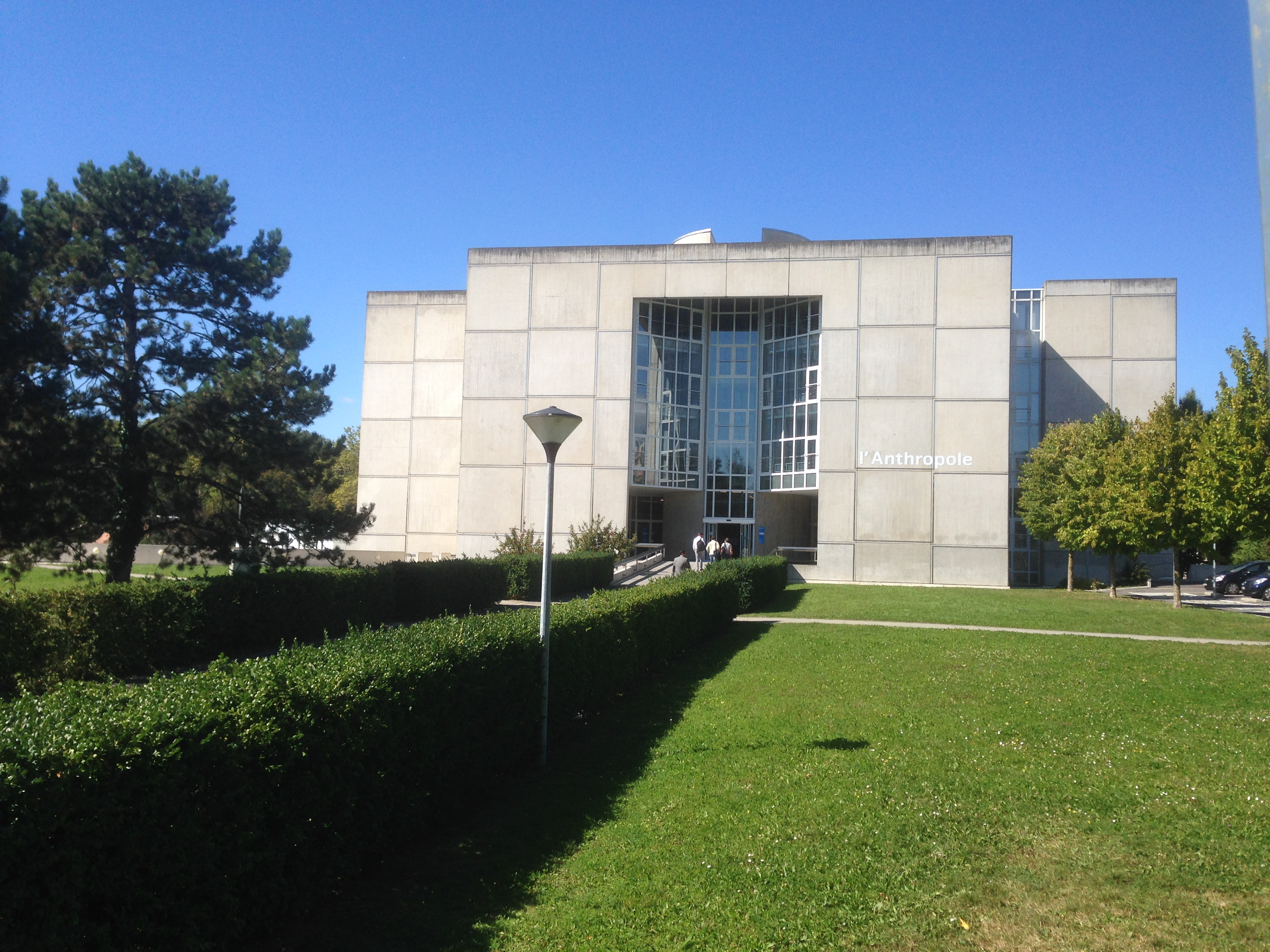
ローザンヌ大学アントロポール

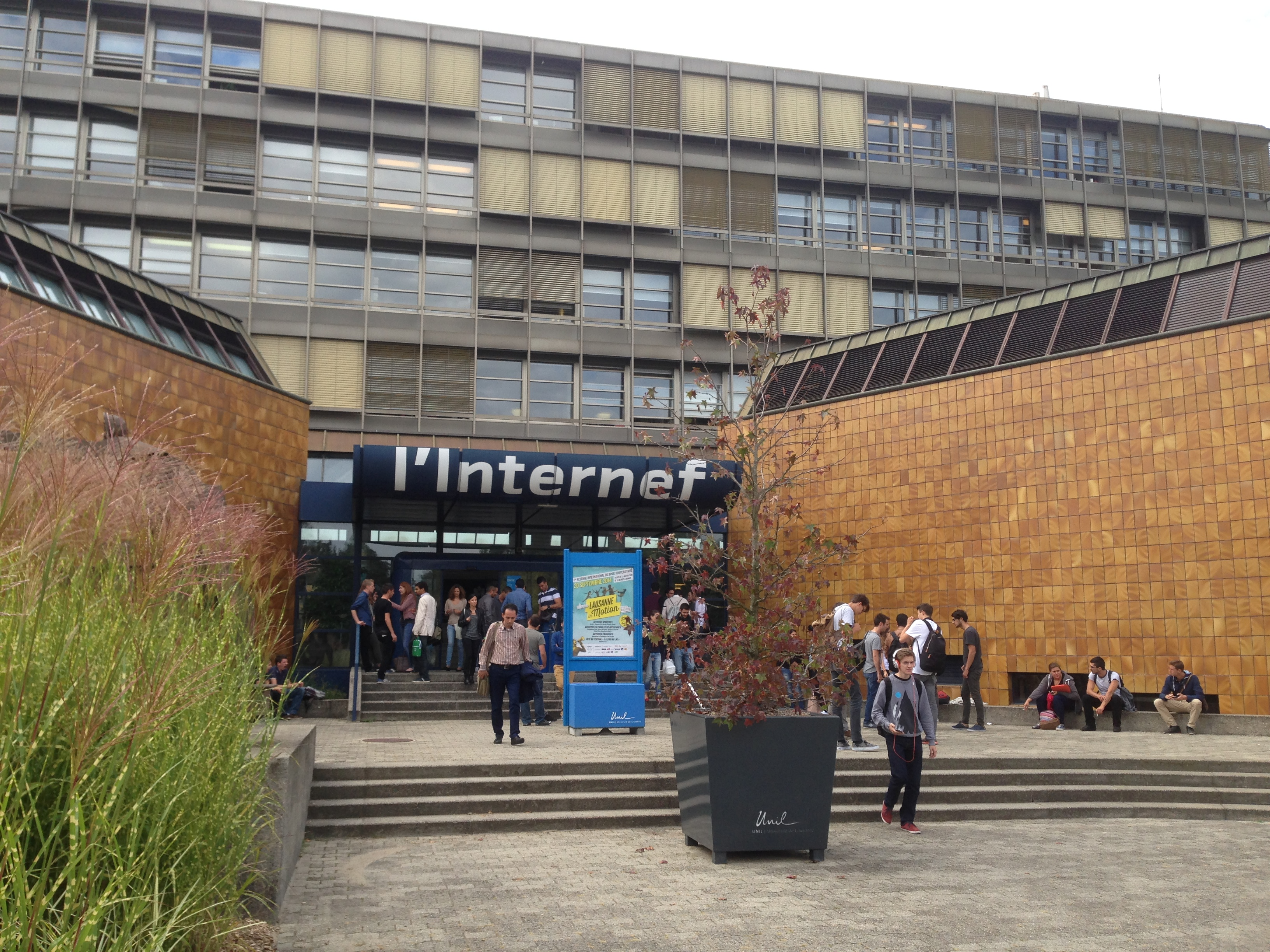
ローザンヌ大学インテルネフ

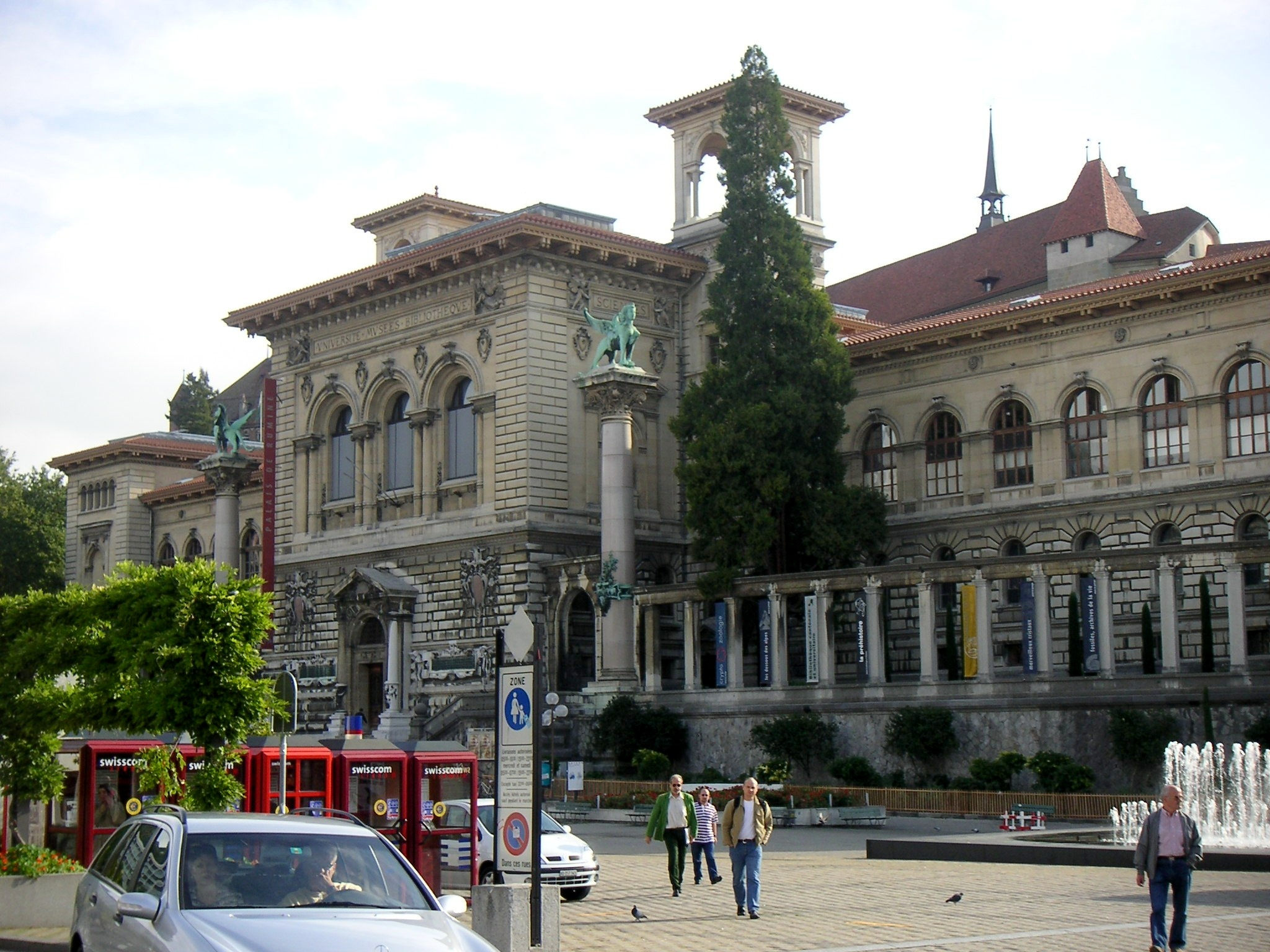
博物館と図書館

ローザンヌ大学（英語：University of Lausanne、フランス語：Université de Lausanne）は、スイス・ヴォー州の州都ローザンヌにある大学。UNIL（ユニール）の愛称で呼ばれている。

## 概要
約2300人の教職員・研究者とおよそ950人ほどの一般職員が働いており、120を超える国々から集まる約13500人の学生が学んでいる。

2005年からは、ボローニャ・プロセス(Bologna Process)への対応も進められており、2011年のアメリカ・タイムズ紙による高等教育世界大学ランキングでは、世界ランキングで116位に位置づけられた。また、2013年のCWTSライデン・ランキング（オランダ・ライデン大学によって毎年発表される大学ランキング）では、ヨーロッパ部門で17位、総合で68位に格付けされた。

## 歴史
1537年にベルン州によって神学校として創立され、1890年に大学として設立された。

## 学部
ローザンヌ大学には、以下７つの学部が設置されている。

・Faculté de théologie et de sciences des réligions（神学・宗教科学部）

・Faculté de droit, des sciences criminelles et d'administration publique（法学・刑事学・行政学部）

・Faculté des lettres（文学部）

・Faculté des sciences sociales et politiques（社会科学・政治学部）

・Faculté des hautes études commerciales（経済・経営学部）

・Faculté des géosciences et de l'environnement（地学・環境学部）

・Faculté de biologie et de médecine（生物学・医学部）

## キャンパス
ローザンヌ大学のキャンパスは、ローザンヌ市西部の郊外に位置しており、レマン湖に面した広大な面積を誇っている。キャンパスから５分ほど歩けば、レマン湖のほとりに行くこともでき、湖で行うスポーツなども盛んである。

スイス連邦工科大学ローザンヌ校(EPFL)と隣接しており、２つの大学で共通のスポーツセンターや部活・クラブが設立されているなど、交流は多い。

通学の面では、ローザンヌ市街地のフロン駅（Lausanne-Flon）からローザンヌ市営交通（Transports publics de la région lausannoise）のメトロが走っており、ローザンヌ大学にはメトロの駅が3か所（UNIL-Dorigny, UNIL-Mouline, UNIL-Sorge）設置されている。

## 著名な卒業生
- ラーマ9世 - タイ国王
- ベルンハルト・ファン・リッペ＝ビーステルフェルト - ベアトリクス (オランダ女王) の父
- ジョセフ・ゼップ・ブラッター - 国際サッカー連盟（FIFA）会長
- ジョナス・サヴィンビ - 政治家、アンゴラ全面独立民族同盟初代議長
- アンリーギザン-スイス最高指導者、将軍